# Eslovaquia en los Juegos Europeos
Eslovaquia en los Juegos Europeos está representada por el Comité Olímpico Eslovaco, miembro de los Comités Olímpicos Europeos. Ha obtenido un total de 19 medallas: 2 de oro, 8 de plata y 9 de bronce.

## Medalleros

### Por edición
| Evento        | Oro | Plata | Bronce | Total |
| ------------- | --- | ----- | ------ | ----- |
| Bakú 2015     | 1   | 3     | 3      | 7     |
| Minsk 2019    | 0   | 1     | 3      | 4     |
| Cracovia 2023 | 1   | 4     | 3      | 8     |
| TOTAL         | 2   | 8     | 9      | 19    |

### Por deporte
| Evento        | Oro | Plata | Bronce | Total |
| ------------- | --- | ----- | ------ | ----- |
| Atletismo     | 0   | 2     | 2      | 4     |
| Boxeo         | 0   | 0     | 2      | 2     |
| Lucha         | 0   | 0     | 1      | 1     |
| Piragüismo    | 0   | 1     | 2      | 3     |
| Tiro          | 1   | 2     | 1      | 4     |
| Tiro con arco | 1   | 3     | 1      | 5     |
| TOTAL         | 2   | 8     | 9      | 19    |